# Jaroslavl
Jaroslavl (Russisch: Ярославль) is een stad in het midden van Europees Rusland aan de rivier de Wolga, op ongeveer 250 kilometer ten noordoosten van Moskou. Het is het bestuurlijk centrum van de oblast Jaroslavl. Het historisch centrum van de stad, rond de samenvloeiing van de Wolga en de Kotorosl, staat op de UNESCO Werelderfgoedlijst. Ook is de stad onderdeel van de Gouden Ring van Rusland.
Jaroslavl telt als een binnenhaven (Wolga), een verkeersknooppunt (spoorlijnen, wegen, scheepvaart) en belangrijk industrieel centrum, met onder meer aardolieraffinage, bouw van motoren, machines en hijs- en takelapparatuur; rubber-, textiel-, hout-, grafische en voedingsmiddelenindustrie. De stad heeft ook een universiteit (1970), diverse hogescholen en wetenschappelijke onderzoekscentra. Er zijn musea voor architectuur, beeldende kunsten en geschiedenis en een planetarium. Het Volkovtheater, in 1750 gesticht door Volkov en Poljoesjkin, is het oudste theater van Rusland.

## Stadsbeeld
In en rond de stad resteren diverse bouwwerken uit de 17de eeuw, waaronder ongeveer 75 kerken en kloosters. De beste voorbeelden zijn de Nicolaaskerk (1621) met wandschilderingen uit de bouwtijd en de goed bewaard gebleven Eliaskerk (1647–1650) met rijk interieur uit de 17de en 18de eeuw. Andere belangrijke kerken bevinden zich ook in de voorsteden Korovniki (onder andere de Johannes Chrysostomuskerk, 1649–1654; fresco's uit 1732–1733; versierd met glazen tegels) en Toltsjkovo (onder andere de Johannes de Doperkerk, 1671–1681; fresco's uit 1694–1695; vijftien koepels). Bezienswaardig zijn voorts het versterkte Spasski-Preobrazjenskiklooster uit de 16de en 17de eeuw (deels ingericht als historisch museum) en het classicistische gouverneurspaleis (eind 18de eeuw).

## Geschiedenis
Jaroslavl is een van de oudste steden van Rusland.
De huidige stad ligt op 7 kilometer ten noordoosten van de vroegere Vikingplaats Timerjovo uit de 8e of 9e eeuw. Voor de komst van de Slaven woonden op de plaats van het huidige Jaroslavl sprekers van Finoegrische talen.
Jaroslavl zou volgens oude bronnen vanuit Kiev zijn gesticht in 1010 door Jaroslav de Wijze als een steunpunt van het Vorstendom Rostov (een rijk dat voor het eerst wordt genoemd in 1071) tegen invallen vanuit het noorden over de Wolga. Volgens een legende stichtte Jaroslav de stad, nadat deze hier persoonlijk een sterke berin zou hebben verslagen. Deze legende leeft voort in het wapen van de stad, waarop een staande beer staat afgebeeld met een hellebaard in de rechterpoot.
Ten tijde van het Kievse Rijk was Jaroslavl een van de oostelijkste steden van het rijk. In 1218 werd Jaroslavl de hoofdstad van het onafhankelijke Vorstendom Jaroslavl, dat zich iets eerder van het vorstendom Rostov had afgesplitst. De stad ontwikkelde zich mede daardoor tot een rivierhandelscentrum, waar veel handelaren en handwerkers naartoe trokken en waar in die tijd ook de eerste kerken en kloosters ontstonden. Tijdens de Mongoolse invasie van Roes werd de stad verscheidene malen platgebrand. Tijdens de invasie van 1238 werd de stad bijna volledig verwoest. De stad werd echter steeds weer opgebouwd en wist haar positie als handelsstad te behouden. Ivan III verenigde het vorstendom in 1463 met Moskou. In de 16de eeuw had Jaroslavl zich ontwikkeld tot een centrum van handel en industrie (textiel).
Toen tijdens de Tijd der Troebelen in 1612 de Polen Moskou hadden veroverd, werd Jaroslavl gedurende 5 maanden, van maart tot juli de facto de hoofdstad van Rusland. Van april tot juni waren hier de troepen van Kosma Minin en Dmitri Pozjarski gelegerd, die de stad Moskou later van de Poolse bezetters zouden bevrijden. In die tijd was het naar grootte de tweede stad van Rusland.
In de 17e en 18e eeuw groeide de stad uit tot een belangrijk centrum voor de handel en handwerken met stenen gebouwen. Er ontstond in die tijd een regionale stijl van architectuur en frescoschilderingen in Jaroslavl. Later werd de stad een centrum voor de textielindustrie. Vanaf 1796 was Jaroslavl het bestuurlijk centrum van een gouvernement. In 1805 stichtte Pavel Demidov er een school voor hoger onderwijs, die in 1833 werd omgezet naar een lyceum. Tussen 1870 en 1898 werd de stad door spoorlijnen verbonden met de steden Moskou, Vologda, Kostroma en Sint-Petersburg, waardoor de stad uitgroeide tot een spoorknooppunt. In 1900 deed de tram zijn intrede in de stad.
Onder de vijfjarenplannen van de Sovjet-Unie groeide de stad uit tot een centrum voor de zware industrie. Sinds 1971 is Jaroslavl een universiteitsstad met faculteiten voor sociale en natuurwetenschappen.
| 1811   | 1840   | 1863   | 1897   | 1914    | 1923   | 1926    | 1931    | 1939    | 1959    | 1970    | 1979    | 1989    | 2002    |
| ------ | ------ | ------ | ------ | ------- | ------ | ------- | ------- | ------- | ------- | ------- | ------- | ------- | ------- |
| 23.800 | 34.900 | 27.700 | 71.600 | 111.200 | 91.000 | 112.200 | 155.500 | 299.400 | 407.100 | 517.300 | 597.000 | 632.991 | 613.088 |

## Sport
IJshockeyclub Lokomotiv Jaroslavl speelt in de Kontinental Hockey League.

## Klimaat
| Maand                           | jan   | feb   | mrt   | apr   | mei  | jun  | jul  | aug  | sep  | okt   | nov   | dec   | Jaar  |
| ------------------------------- | ----- | ----- | ----- | ----- | ---- | ---- | ---- | ---- | ---- | ----- | ----- | ----- | ----- |
| Hoogste maximum (°C)            | 7,0   | 6,0   | 17,3  | 27,6  | 33,6 | 33,3 | 34,8 | 32,6 | 29,5 | 24,7  | 12,7  | 8,9   | 34,8  |
| Gemiddeld maximum (°C)          | −7,2  | −4,8  | 1,1   | 9,0   | 17,8 | 21,4 | 23,3 | 21,5 | 14,9 | 7,2   | −0,2  | −4,2  | 8,3   |
| Gemiddelde temperatuur (°C)     | −9,4  | −8,6  | −2,9  | 4,3   | 11,3 | 16,2 | 18,0 | 15,6 | 10,1 | 4,1   | −2,8  | −7,3  | 3,7   |
| Gemiddeld minimum (°C)          | −13,8 | −13,2 | −8,6  | 0,0   | 6,2  | 10,1 | 12,5 | 10,7 | 5,9  | 0,9   | −5,2  | −10,6 | −0,4  |
| Laagste minimum (°C)            | −40,2 | −37,5 | −28,0 | −22,3 | −3,1 | 1,0  | 4,0  | 0,2  | −5,6 | −17,8 | −25,7 | −42,0 | −42,0 |
|                                 |       |       |       |       |      |      |      |      |      |       |       |       |       |
| Neerslag (mm)                   | 37    | 27    | 26    | 40    | 52   | 65   | 84   | 64   | 55   | 52    | 46    | 43    | 591   |
| Bron: (ru) Гидрометцентр России |       |       |       |       |      |      |      |      |      |       |       |       |       |

## Geboren in Jaroslavl
- Peter van Oldenburg (1812–1881), Hertog van Oldenburg
- Ismail Sreznjevski (1812–1880), grondlegger van de slavistiek in Rusland
- Aleksandr Ljapoenov (1857–1918), wiskundige
- Sergej Ljapoenov (1859–1924), componist en pianist
- Michail Koezmin (1872–1936), schrijver, dichter en componist
- Michael Gotlib (1907–1978), componist, muziekpedagoog en pianist
- Aleksandr Jakovlev (1923–2005), Russisch econoom
- Pavel Koltsjin (1930–2010), langlaufer
- Valeri Volkov (1947), ruiter gespecialiseerd in eventing
- Aleksandr Baranov (1960-2023), schaatser
- Andrej Chomoetov (1961), ijshockeyer
- Alex Sipiagin (1967), jazztrompettist en -bugelist
- Tatjana Motkova (1968), hoogspringster
- Natalja Misjkoetjonok (1970), kunstschaatsster
- Maksim Tarasov (1970), atleet
- Aleksej Zagornyj (1978), atleet, kogelslingeraar
- Tatjana Andrianova (1979), middellangeafstandsloopster
- Aleksandr Galimov (1985–2011), ijshockeyer
- Mark Bluvshtein (1988), Canadees schaker van Joods-Russische komaf
- Aleksandr Vasjoenov (1988–2011), ijshockeyer
- Ilja Boerov (1991), freestyleskiër
- Pavel Krotov (1992–2023), freestyleskiër
- Nadezjda Karpova (1995), voetbalster
- Stanislav Nikitin (1995), freestyleskiër
- Maksim Boerov (1998), freestyleskiër
- Ljoebov Nikitina (1999), freestyleskiester

## Partnersteden
Jaroslavl heeft een samenwerkingsverband met:
- Kassel, Duitsland (sinds 1988)
- Burlington (sinds 2014)[2]

## Galerij

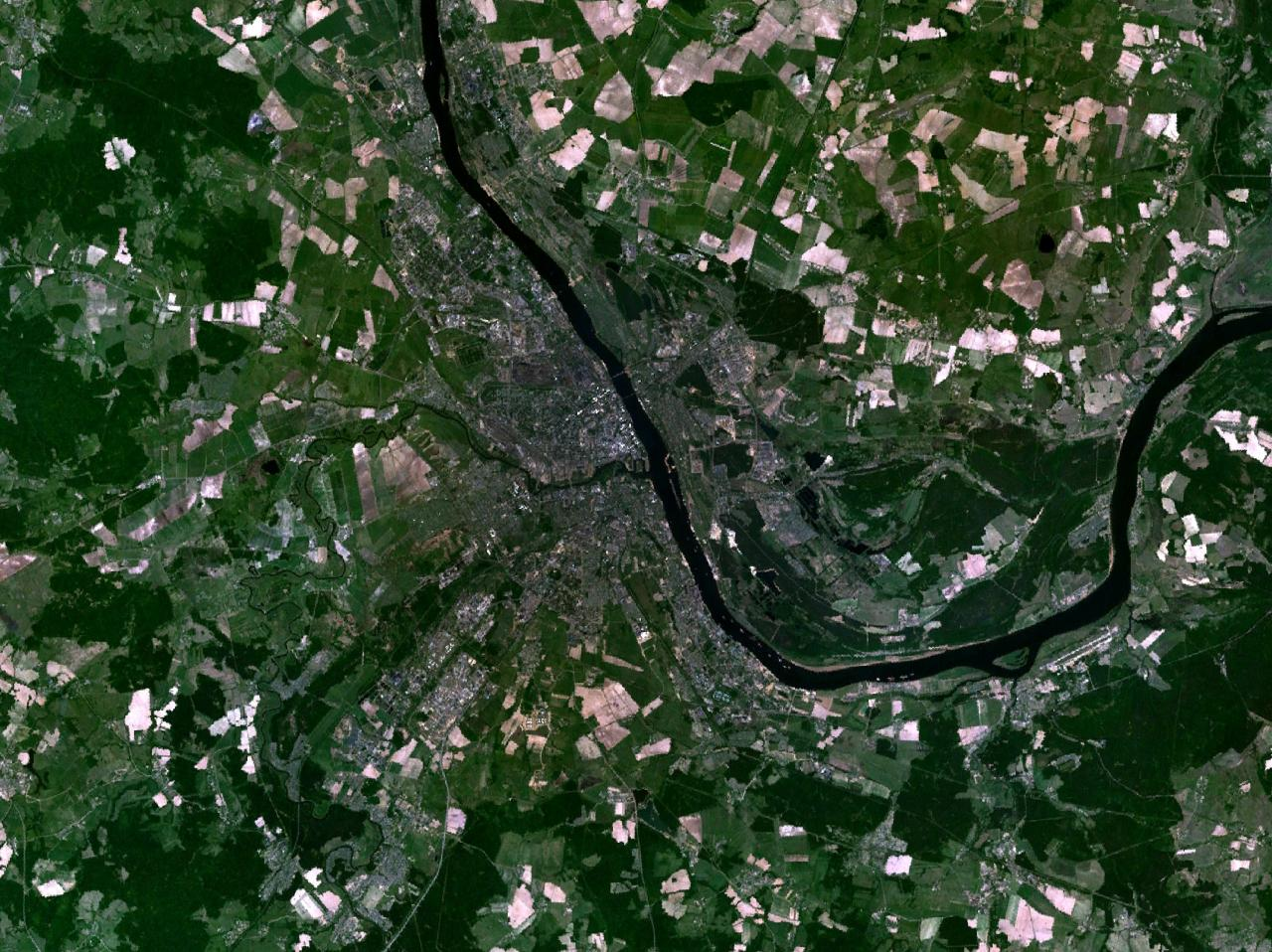
Satellietfoto
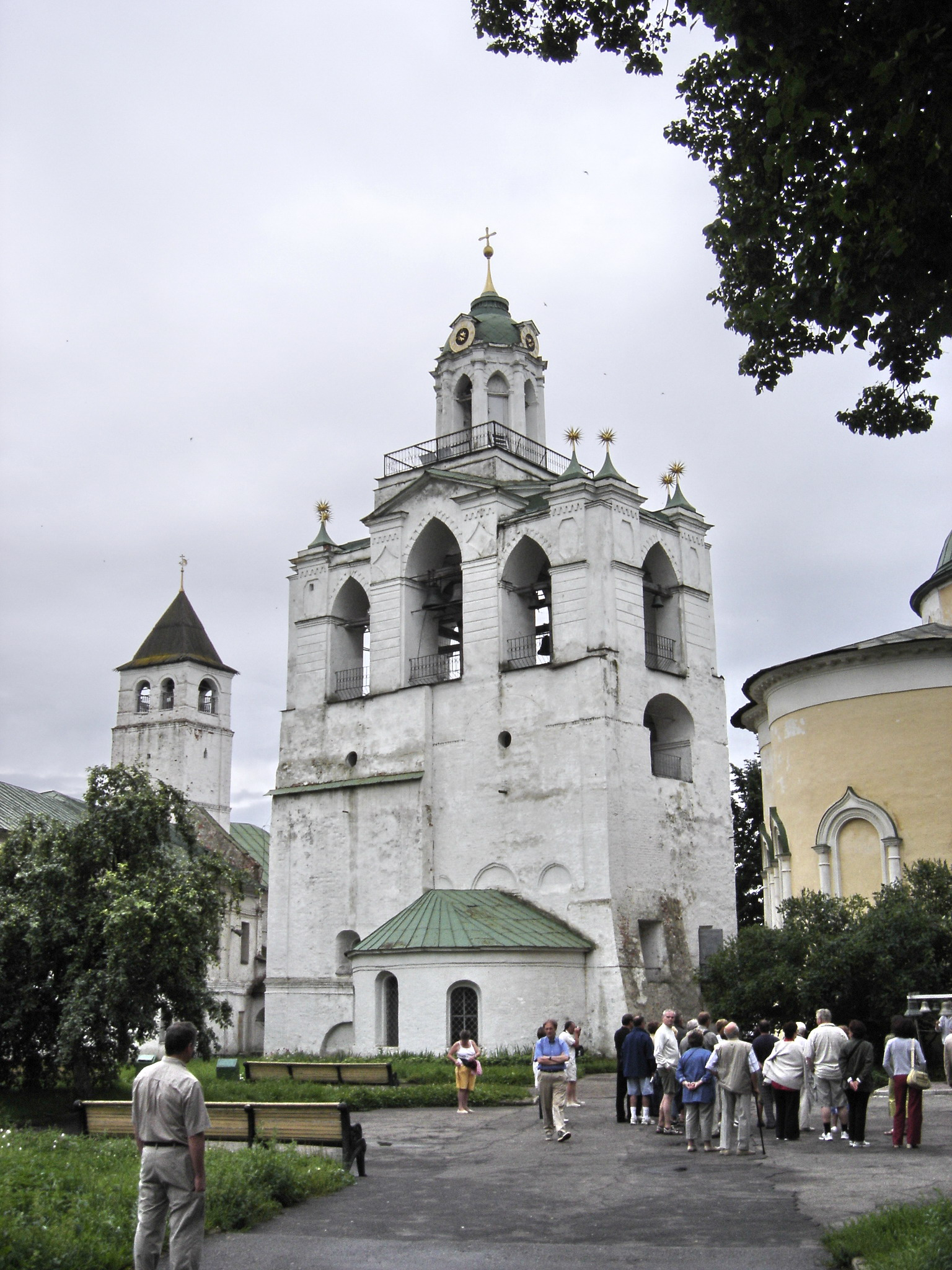
Klooster van de Transfiguratie van Christus (Spaso-Preobrazjenski)
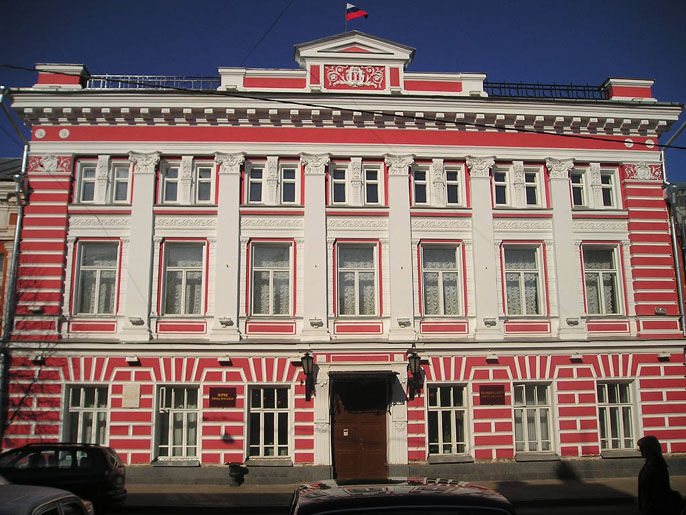
Het 18e-eeuwse stadhuis
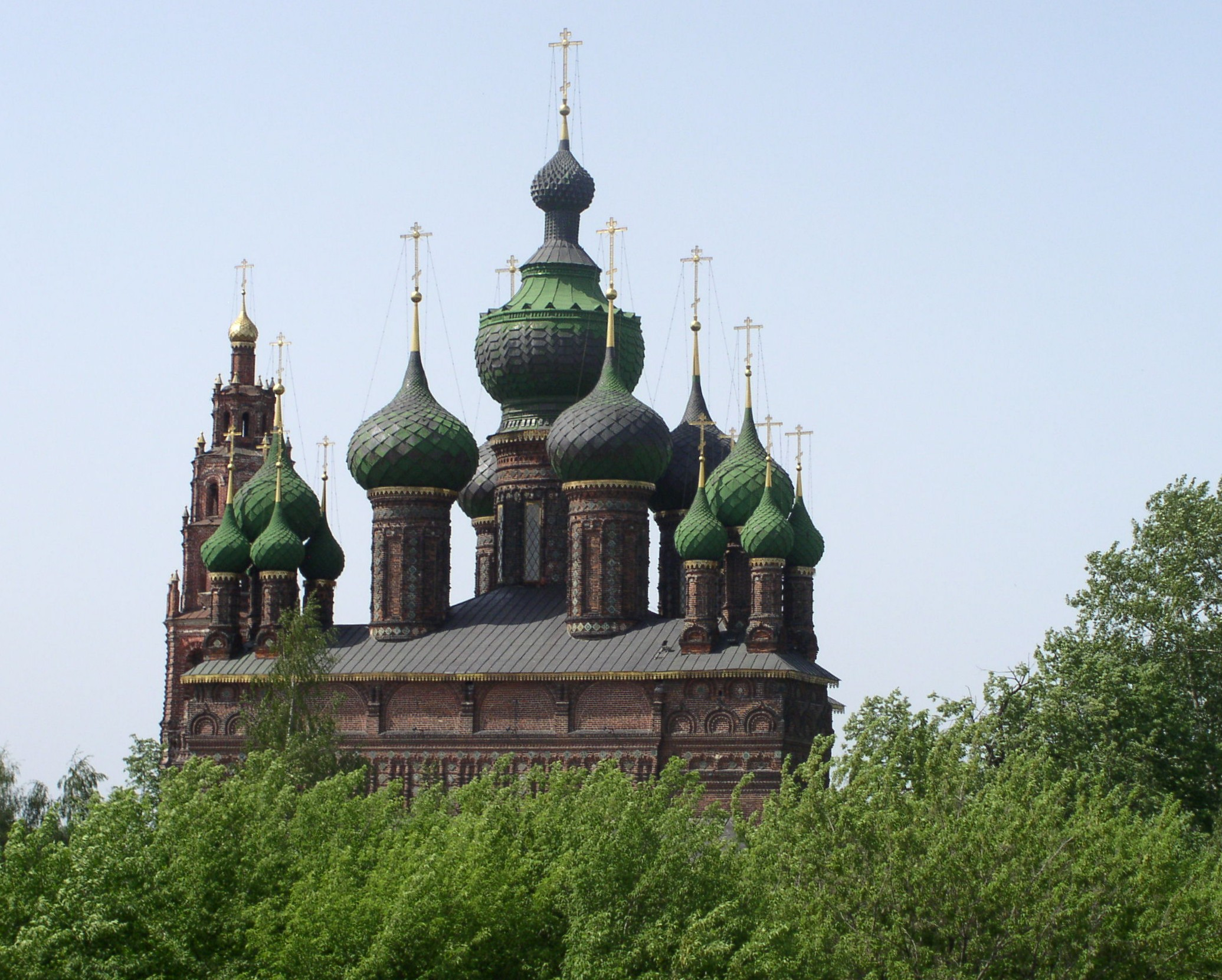
De 17e-eeuwse Johannes de Apostelkerk
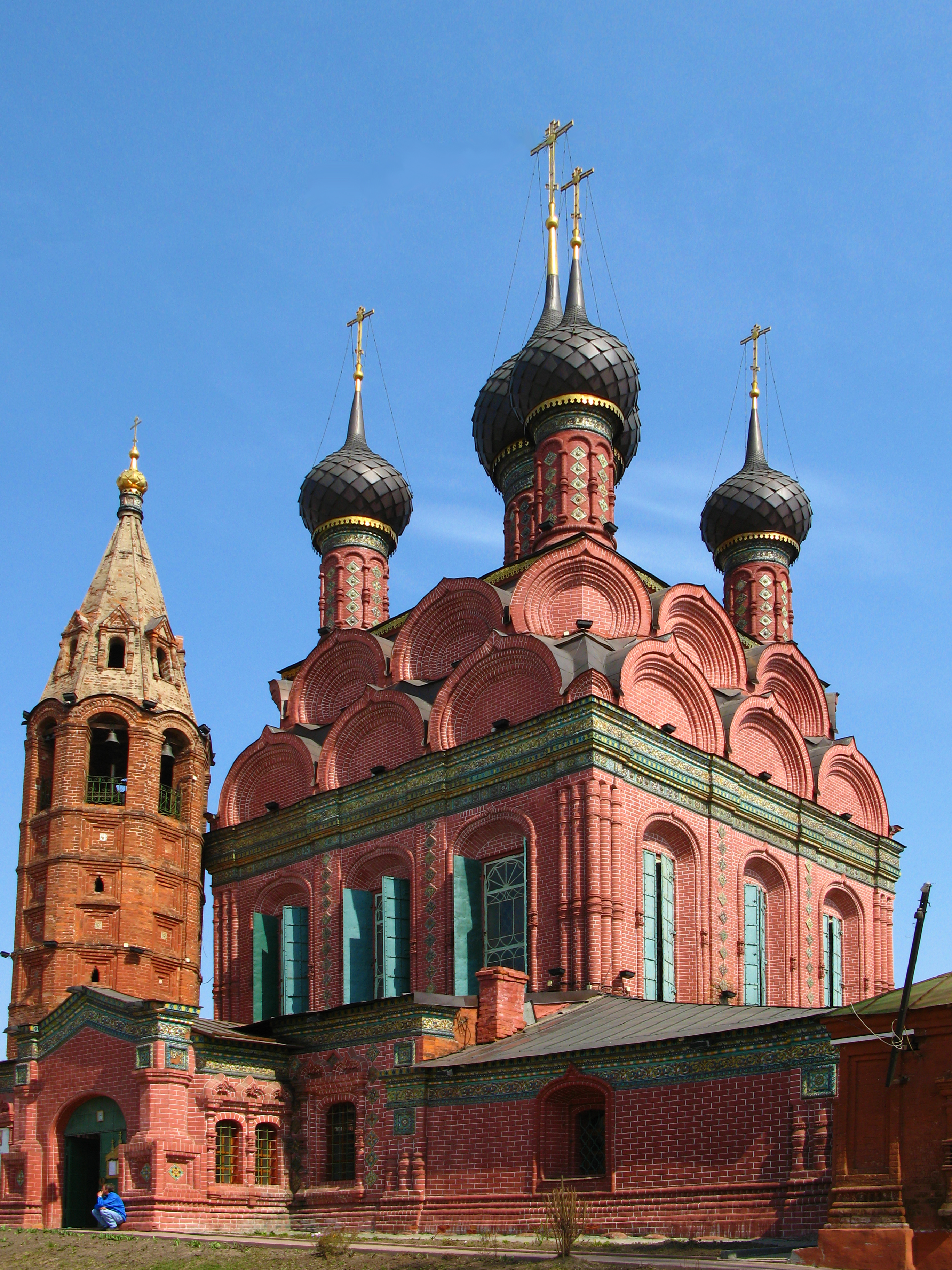
Driekoningenkerk

- Gemeinsame Normdatei: 4028510-8
- Library of Congress Control Number: n80108747
- MusicBrainz: e2678f05-4a2a-495a-8356-6ac23ac859f8
- Nationale Bibliotheek van Tsjechië: ge937719
- Nationale Bibliotheek van Israël: 987007557346005171
- Système universitaire de documentation: 027719111
- Virtual International Authority File: 123156052
- WorldCat: E39PBJdh6cwTKHGCdGVJfvRR8C

Bestuurlijk centrum: Jaroslavl

Danilov · Gavrilov-Jam · Ljoebim · Mysjkin · Oeglitsj · Pereslavl-Zalesski · Posjechonje · Rostov · Rybinsk · Toetajev
Aleksandrov · Bogoljoebovo · Gorochovets · Goes-Chroestalny · Ivanovo · Jaroslavl · Joerjev-Polski · Kaljazin · Kideksja · Kostroma · Moerom · Moskou · Oeglitsj · Palech · Pereslavl-Zalesski · Pljos · Rostov · Rybinsk · Sergiev Posad · Soezdal · Toetajev · Vladimir
Dal van de Bikinrivier (met Centraal Sichote-Alingebergte) · Koerse Schoorwal · Ensemble van het Ferapontovklooster · Gouden bergen van Altaj · Hemelvaartskerk, Kolomenskoje · Historisch en architectonisch complex van het Kremlin van Kazan · Kizji Pogost · Baikalmeer · Citadel, oude stad en vestingwerken van Derbent · Historische monumenten van Novgorod en omgeving · Kremlin en Rode Plein, Moskou · Ensemble van het Novodevitsjiklooster · Historisch centrum van Sint-Petersburg en bijbehorende groepen van monumenten · Cultureel en historisch ensemble van de Solovetski-eilanden · Geodetische boog van Struve · Architectonisch ensemble van de Triniti Sergius Lavra in Sergiev Posad · Uvs Nuurbekken · Maagdelijke wouden van Komi · Vulkanen van Kamtsjatka · Westelijke Kaukasus · Witte monumenten van Vladimir en Soezdal · Natuurlijk systeem van het Wrangel-eilandreservaat · Historisch centrum van de stad Jaroslav · Historisch en archeologisch complex van Bolgar · Landschappen van Daurië · Hemelvaartkathedraal en -klooster van het dorpseiland Svijasjk · Kerken van de architectuurschool van Pskov · Petrogliefen van het Onegameer en de Witte Zee · Cultureel landschap van het Kenozeromeer